# Championnats d'Europe juniors de natation 2008
Navigation
Édition précédente Édition suivante
La 35e édition des Championnats d'Europe juniors de natation s'est déroulé du 30 au 3 août 2008 à Belgrade en Serbie. Cette compétition était organisée sous l'égide de la Ligue européenne de natation.

## Podiums

### Garçons
| Épreuve                | Or                                                                               | Or             | Argent                                                                  | Argent         | Bronze                                                                       | Bronze         |
| ---------------------- | -------------------------------------------------------------------------------- | -------------- | ----------------------------------------------------------------------- | -------------- | ---------------------------------------------------------------------------- | -------------- |
| Nage libre             |                                                                                  |                |                                                                         |                |                                                                              |                |
| 50 m                   | Luca Dotto Italie                                                                | 22 s 36        | Oleg Tikhobaev Russie                                                   | 22 s 47        | Vlad Caciuc Roumanie                                                         | 22 s 56        |
| 100 m                  | Oleg Tikhobaev Russie                                                            | 50 s 03        | Marcin Tarczynski Pologne                                               | 50 s 11        | Marco Orsi Italie                                                            | 50 s 16        |
| 200 m                  | Robert Bale Royaume-Uni                                                          | 1 min 49 s 05  | Artem Lobuzov Russie                                                    | 1 min 49 s 29  | Alex Di Giorgio Italie                                                       | 1 min 49 s 33  |
| 400 m                  | Pal Joensen Îles Féroé                                                           | 3 min 51 s 44  | Alex Di Giorgio Italie                                                  | 3 min 51 s 55  | Xavier Mohammed Royaume-Uni                                                  | 3 min 54 s 21  |
| 800 m                  | Pal Joensen Îles Féroé                                                           | 7 min 56 s 90  | Raoul Shaw France                                                       | 8 min 2 s 70   | Pavel Medvetskiy Russie                                                      | 8 min 4 s 56   |
| 1 500 m                | Pal Joensen Îles Féroé                                                           | 15 min 18 s 37 | Krzysztof Pielowski Pologne                                             | 15 min 24 s 63 | Raoul Shaw France                                                            | 15 min 25 s 02 |
| Dos                    |                                                                                  |                |                                                                         |                |                                                                              |                |
| 50 m                   | Artem Dubovskoy Russie                                                           | 26 s 25        | Stefano Mauro Pizzamiglio Italie                                        | 26 s 34        | Vitaly Melnikov Russie                                                       | 26 s 36        |
| 100 m                  | Christopher Walker-Hebborn Royaume-Uni                                           | 55 s 44        | Artem Dubovskoy Russie                                                  | 55 s 58        | Vitaly Borisov France                                                        | 56 s 07        |
| 200 m                  | Christopher Walker-Hebborn Royaume-Uni                                           | 1 min 59 s 61  | Gábor Balog Hongrie                                                     | 2 min 1 s 01   | Eric Ress France                                                             | 2 min 1 s 43   |
| Brasse                 |                                                                                  |                |                                                                         |                |                                                                              |                |
| 50 m                   | Niccolò Ossola Italie                                                            | 28 s 26        | Caba Siladji Serbie                                                     | 28 s 28        | Marco Koch                                                                   | 28 s 32        |
| 100 m                  | Čaba Silađi Serbie                                                               | 1 min 1 s 91   | Marco Koch Allemagne                                                    | 1 min 1 s 98   | Daniel Sliwinski Royaume-Uni                                                 | 1 min 2 s 45   |
| 200 m                  | Marco Koch Allemagne                                                             | 2 min 12 s 25  | Artem Babikhin Russie                                                   | 2 min 14 s 89  | Maxim Scherbakov Russie                                                      | 2 min 15 s 36  |
| Papillon               |                                                                                  |                |                                                                         |                |                                                                              |                |
| 50 m                   | Ivan Lenđer Serbie                                                               | 24 s 17        | James Doolan Royaume-Uni                                                | 24 s 58        | Goksu Bicer Turquie                                                          | 24 s 63        |
| 100 m                  | Ivan Lenđer Serbie                                                               | 52 s 53        | James Doolan Royaume-Uni                                                | 53 s 16        | Alex Villaecija Garcia Espagne                                               | 54 s 28        |
| 200 m                  | Federico Bussolin Italie                                                         | 1 min 59 s 29  | Roberto Pavoni Royaume-Uni                                              | 1 min 59 s 94  | Jan Sefl République tchèque                                                  | 1 min 59 s 96  |
| Quatre nages           |                                                                                  |                |                                                                         |                |                                                                              |                |
| 200 m                  | Xavier Mohammed Royaume-Uni                                                      | 2 min 0 s 73   | Jan David Schepers Allemagne                                            | 2 min 3 s 22   | Roberto Pavoni Royaume-Uni                                                   | 2 min 4 s 03   |
| 400 m                  | Roberto Pavoni Royaume-Uni                                                       | 4 min 19 s 95  | Xavier Mohammed Royaume-Uni                                             | 4 min 20 s 74  | Jan David Schepers Allemagne                                                 | 4 min 22 s 87  |
| Relais                 |                                                                                  |                |                                                                         |                |                                                                              |                |
| 4 × 100 m nage libre   | Allemagne Lucien Hassendenteufel Joel Ax David Jan Schpers Dimitri Colupaev      |                | Italie Luca Dotto Francesco Donin Luca Leonardi Marco Orsi              |                | Russie Oleg Tikhobaev Artem Lobuzov Alexander Shumaylov Vladimir Bryukhov    |                |
| 4 × 200 m nage libre   | Royaume-Uni Robert Bale Thomas Parris Ryan Bennet Christopher Walker-Hebborn     |                | Italie Fabio Donanzan Filippo Barbacini Niccolò Maschi Alex Di Giorgio  |                | Russie Evgeniy Ayzetullov Pavel Medvetskiy Dmitry Bokankhel Artem Lobuzov    |                |
| 4 × 100 m quatre nages | Royaume-Uni Christopher Walker-Hebborn Daniel Sliwinski James Doolan Robert Bale |                | Russie Artem Dubovskoy Maxim Shcherbakov Kirill Chibisov Oleg Tikhobaev |                | Italie Stefano Mauro Pizzamiglio Andrea Toniato Federico Bussolin Marco Orsi |                |

### Filles
| Épreuve              | Or                                                                         | Or                 | Argent                                                                            | Argent         | Bronze                                                                        | Bronze         |
| -------------------- | -------------------------------------------------------------------------- | ------------------ | --------------------------------------------------------------------------------- | -------------- | ----------------------------------------------------------------------------- | -------------- |
| Nage libre           |                                                                            |                    |                                                                                   |                |                                                                               |                |
| 50 m                 | Jolien Sysmans Belgique                                                    | 25 s 40            | Élodie Schmitt France                                                             | 25 s 47        | Kristel Vourna Grèce                                                          | 25 s 94        |
| 100 m                | Jolien Sysmans Belgique                                                    | 56 s 00            | Silvia Di Pietro Italie                                                           | 56 s 17        | Viktoriya Andreeva Russie                                                     | 56 s 20        |
| 200 m                | Patricia Castro Ortega Espagne                                             | 2 min 00 s 45      | Sharon van Rouwendaal Pays-Bas                                                    | 2 min 01 s 30  | Camille Radou France                                                          | 2 min 01 s 74  |
| 400 m                | Anne Bochmann Grande-Bretagne                                              | 4 min 12 s 51      | Sharon van Rouwendaal Pays-Bas                                                    | 4 min 12 s 53  | Margaux Fabre France                                                          | 4 min 12 s 60  |
| 800 m                | Nika Karlina Petric Slovénie                                               | 8 min 36 s 92      | Sharon van Rouwendaal Pays-Bas                                                    | 8 min 39 s 00  | Melanie Radicke Allemagne                                                     | 8 min 45 s 80  |
| 1500 m               | Sharon van Rouwendaal Pays-Bas                                             | 16 min 36 s 44     | Margaux Fabre France                                                              | 16 min 43 s 79 | Neja Skufca Slovénie                                                          | 16 min 46 s 99 |
| Dos                  |                                                                            |                    |                                                                                   |                |                                                                               |                |
| 50 m                 | Eva Dobar Hongrie                                                          | 29 s 42            | Klaudia Nazieblo Pologne                                                          | 29 s 62        | Kseniya Grygorenko Ukraine                                                    | 29 s 63        |
| 100 m                | Alicja Tchorz Pologne                                                      | 1 min 02 s 98      | Pernille Larsen Danemark                                                          | 1 min 03 s 29  | Kseniya Grygorenko Ukraine                                                    | 1 min 03 s 38  |
| 200 m                | Kseniya Grygorenko Ukraine                                                 | 2 min 13 s 32      | Valentina Lucconi Italie                                                          | 2 min 14 s 16  | Klaudia Nazieblo Pologne                                                      | 2 min 14 s 83  |
| Brasse               |                                                                            |                    |                                                                                   |                |                                                                               |                |
| 50 m                 | Ekaterina Baklakova Russie                                                 | 32 s 34            | Paulina Zachoszsz Pologne                                                         | 32 s 83        | Vitalina Simonova Russie                                                      | 32 s 85        |
| 100 m                | Ekaterina Baklakova Russie                                                 | 1 min 09 s 65      | Paulina Zachoszsz Pologne                                                         | 1 min 10 s 83  | Yuliya Banach Israël                                                          | 1 min 10 s 90  |
| 200 m                | Ekaterina Baklakova Russie                                                 | 2 min 28 s 42      | Vitalina Simonova Russie                                                          | 2 min 29 s 63  | Paulina Zachoszsz Pologne                                                     | 2 min 31 s 22  |
| Papillon             |                                                                            |                    |                                                                                   |                |                                                                               |                |
| 50 m                 | Beatrix Bordas Hongrie                                                     | 26 s 43 EJCR       | Silvia Di Pietro Italie                                                           | 26 s 83        | Lena Kalla Allemagne                                                          | 26 s 86        |
| 100 m                | Silvia Di Pietro Italie                                                    | 59 s 28            | Lena Kalla Allemagne                                                              | 1 min 00 s 28  | Beatrix Bordas Hongrie                                                        | 1 min 00 s 77  |
| 200 m                | Mirela Olczak Pologne                                                      | 2 min 11 s 50      | Silvia Meschiari Italie                                                           | 2 min 12 s 65  | Alicja Tchorz Pologne                                                         | 2 min 13 s 28  |
| Quatre nages         |                                                                            |                    |                                                                                   |                |                                                                               |                |
| 200 m                | Viktoriya Andreeva Russie                                                  | 2 min 16 s 09      | Sophie Allen Grande-Bretagne                                                      | 2 min 16 s 40  | Alexandra Musienko Russie                                                     | 2 min 17 s 24  |
| 400 m                | Anne Bochmann Grande-Bretagne                                              | 4 min 46 s 58      | Alexandra Musienko Russie                                                         | 4 min 48 s 30  | Nika Petric Slovénie                                                          | 4 min 49 s 04  |
| Relais               |                                                                            |                    |                                                                                   |                |                                                                               |                |
| 4×100 m nage libre   | France Camille Radou Marie Sophie Castelle Margaux Fabre Élodie Schmitt    | 3 min 45 s 75      | Allemagne Franziska Jansen Rebecca Ottke Lena Kalla Melanie Radicke               | 3 min 47 s 60  | Russie Anna Martynova Vitalina Simonova Ksenia Lavrentyeva Viktoriya Andreeva | 3 min 49 s 02  |
| 4×200 m nage libre   | Grande-Bretagne Rebecca Turner Lucy Worrall Alexandra Hooper Anne Bochmann | 8 min 08 s 82 EJCR | France Marie Sophie Castelle Adeline Martin Margaux Fabre Camille Radou           | 8 min 12 s 15  | Allemagne Theresa Michalak Katharina David Melanie Radicke Franziska Jansen   | 8 min 16 s 05  |
| 4×100 m quatre nages | Pologne Alicja Tchorz Mirela Olczak Paulina Zachoszcz Katarzyna Wilk       | 4 min 10 s 96      | Grèce Aspasia Petradaki Panagiota Tsialta Maria Georgia Michalaka Theodora Drakou | 4 min 12 s 40  | Russie Maria Khan Elena Shamaeva Ekaterina Baklakova Viktoriya Andreeva       | 4 min 12 s 71  |

## Tableau des médailles
| Rang  | Nation | Or | Argent | Bronze | Total |
| ----- | ------ | -- | ------ | ------ | ----- |
| 1     |        |    |        |        |       |
| 2     |        |    |        |        |       |
| 3     |        |    |        |        |       |
| 4     |        |    |        |        |       |
| 5     |        |    |        |        |       |
| 6     |        |    |        |        |       |
| 7     |        |    |        |        |       |
| 8     |        |    |        |        |       |
| 9     |        |    |        |        |       |
| 10    |        |    |        |        |       |
| Total |        |    |        |        |       |